# 伊曼紐爾·丹尼斯
伊曼紐爾·博纳文彻·丹尼斯（英語：Emmanuel Bonaventure Dennis；1997年11月15日—），是一位尼日利亞職業足球員。現効力英超球隊諾丁漢森林。

## 榮譽
布魯日
- 比甲冠軍 : 2017–18[2]，2019–20[3]